# توالی‌پذیری
توالی پذیری (به انگلیسی: Serializability) در کنترل همروندی، پایگاه‌داده، پردازش تراکنش چه در سیستم مجزا و چه در سیستم توزیع شده، زمان‌بند تراکنش توالی‌پذیر است اگر نتیجهٔ آن با نتیجهٔ سریال شدهٔ تراکنش‌ها برابر باشد. (مثلاً از دیدگاه زمانی همپوشانی نداشته باشند)